# Khazars
Pour les articles homonymes, voir Khazar (homonymie).
VIe siècle – XIe siècle
Entités précédentes :
- empire köktürk,
- ancienne Grande Bulgarie

Entités suivantes :
- Rus' de Kiev,
- Bulgarie de la Volga,
- khanat petchénègue

Les Khazars sont un peuple turcique dont l'existence est attestée entre les VIe et  XIIIe siècles de notre ère.
Au VIIe siècle, les Khazars s'établissent en Ciscaucasie, aux abords de la mer Caspienne, grâce à plusieurs succès militaires sur les Sassanides, dynastie zoroastrienne, et contre le califat établi en-deçà de la Ciscaucasie. Ils empêcheront ainsi toute invasion arabo-islamique du sud de la Russie. Les Khazars s'allient à l'Empire byzantin contre les Sassanides et la Rus' de Kiev. En raison de leurs relations commerciales avec les Radhanites, une partie d'entre eux se convertit au judaïsme, qu'ils établissent comme religion d'État.
À leur apogée, les Khazars, ainsi que leurs vassaux, contrôlent un vaste territoire qui semblerait correspondre à ce que sont aujourd'hui le sud de la Russie, l'Ukraine, la Crimée septentrionale, le Kazakhstan occidental et plusieurs régions de Transcaucasie telles que les États actuels d'Azerbaïdjan, de Géorgie et d'Arménie.
Le khaganat khazar devenant une des principales puissances régionales, les Byzantins rompent leur alliance et se rallient aux Rus' et Petchénègues, récemment chassés de leurs terres par les Oghouzes.
Vers la fin du Xe siècle, l'Empire khazar s'affaiblit progressivement, jusqu'à être intégré à la Rus' de Kiev. S'ensuivent des déplacements de populations, rythmés par les invasions successives des Rus', des Coumans et probablement de la Horde d'or mongole.

## Étymologie
L'étymologie du terme khazar est obscure et controversée. Selon l'Encyclopaedia Judaica, ce nom pourrait venir du turc qazmak qui signifierait « errer » ou « nomadiser » ou du mot quz qui signifie « ubac ».
| Langue          | Nom dans la langue | Transcription en français |
| --------------- | ------------------ | ------------------------- |
| Grec moderne    | Χάζαροι            | Hazaroï                   |
| Grec ancien     | Χάζαροι            | Khadzaroï                 |
| Russe           | Хазары             | Khazary                   |
| Ukrainien       | Хозари             | Khozary                   |
| Turc            | Hazarlar           | Hazarlar                  |
| Hébreu          | כוזרים             | Kuzarim                   |
| Tatar de Crimée | Хәзәрләр           | Xäzärlär                  |
| Persan          | خزر                | Khzar                     |
| Latin           | Cosri              | Cosri                     |

## Histoire

### Origines et expansion

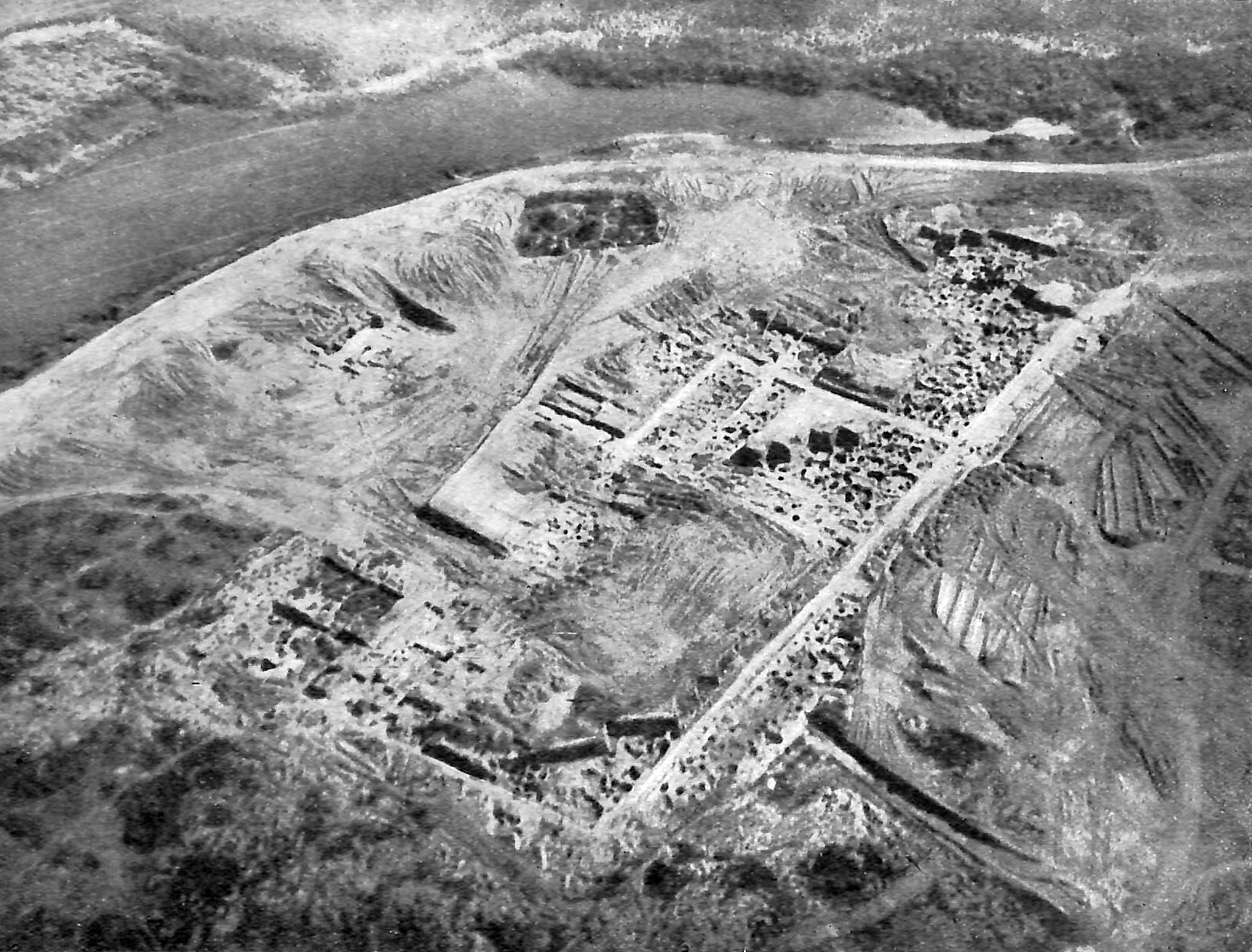
Le site de la forteresse khazare de Sarkel, découvert et fouillé par Mikhaïl Artamonov dans les années 1930.

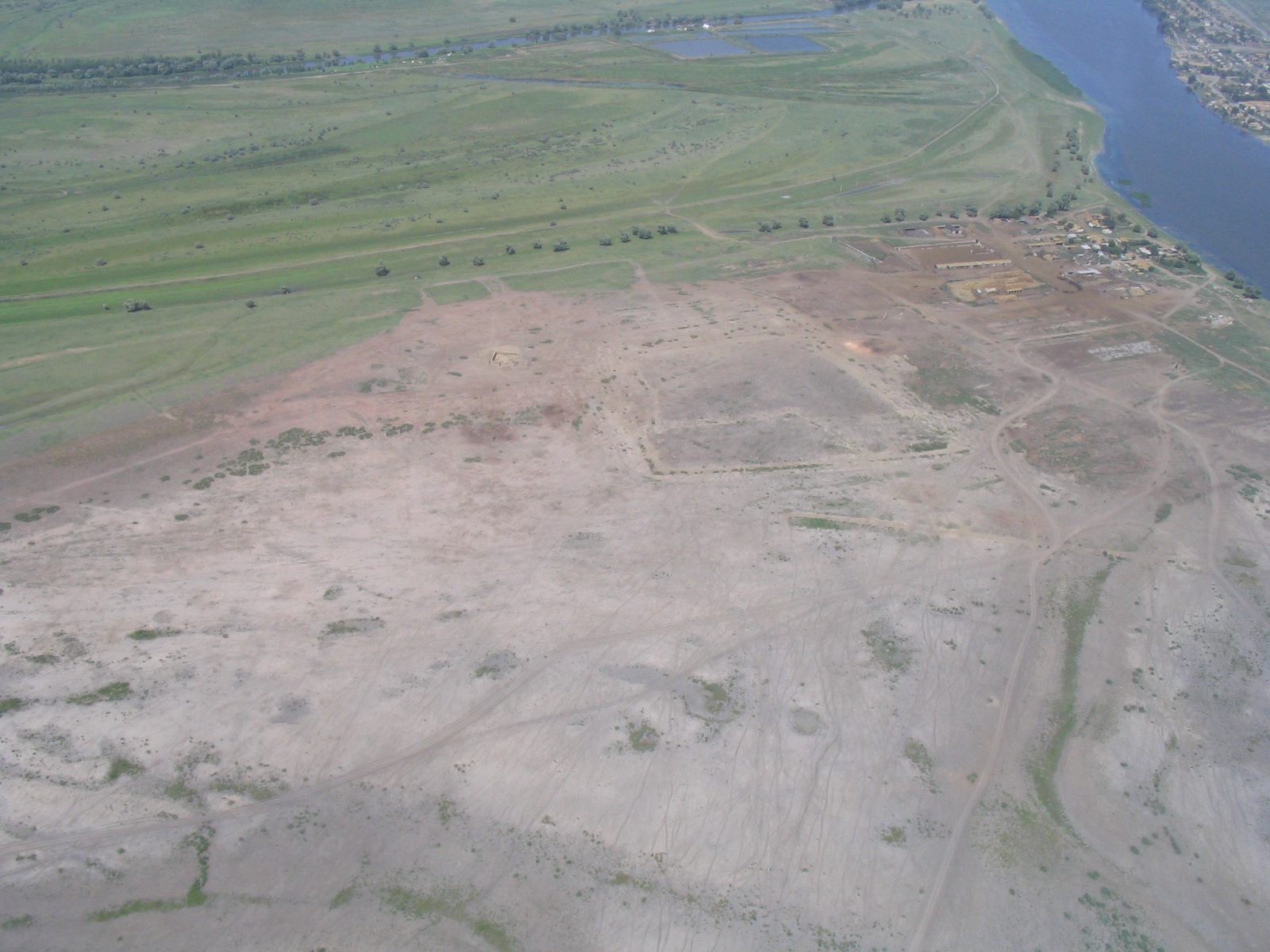
Site d'Itil, Atil / Samosdelka (2005).

Les tribus rassemblées au sein de l'empire des Khazars ne constituent pas une entité unifiée mais plutôt une confédération de peuples nomades de la steppe eurasienne, dominée par une composante turcophone. Beaucoup de groupes turcs, tels que les peuples de langues oghoures, qui rassemblent les Saragoures, les Oghours, les Onoghours et les Bulgares, déjà présents au sein de la confédération de Tiele, sont attestés assez tôt dans l'ensemble khazar. Ils ont été poussés vers l'ouest par les Sabires, qui eux-mêmes fuient les Avars et commencent à se répandre dans la zone comprise entre la Volga, la mer Caspienne et la mer Noire dès le IVe siècle. Ils sont notamment mentionnés par l'historien Priscus en 463. Tous ces peuples viennent des confins mongols et sibériens et émergent après l'effondrement de l'Empire hunnique. Une alliance de ces tribus turques, rassemblant aussi des peuples iraniens, proto-mongols et paléo-sibériens, triomphent du khanat de Ruanruan en 552 et se dirigent vers l'ouest, amenant avec eux tout un conglomérat multi-ethnique originaire de Sogdiane.
Le clan dominant au sein de cette confédération semble être celui des Ashinas, issu du khaganat turc occidental,,. Néanmoins, l’historien Constantin Zuckerman est plus sceptique sur le rôle des Ashinas dans la fondation de l'ensemble khazar. Golden note que les sources chinoises et arabes concordent et fait l'hypothèse que leur chef pourrait être Irbis Seguy qui disparaît vers 651, rattaché au clan des Nushibis. Dans tous les cas, cette confédération atteint la région des Akatziris située au nord de la mer Noire et qui sont d'importants alliés des Byzantins à l'époque de leur guerre contre Attila.

### Apparition de l'empire des Khazars
Un État embryonnaire se constitue vers 630, profitant de l'effondrement du khaganat des Göktürks. Ces derniers ont dominé la région de la Volga à partir de 549, aux dépens des Avars, obligés de fuir vers la Pannonie. Le clan des Ashinas apparaît vers 552 quand ils battent les Ruanruan(s) et fondent le khaganat des Göktürks. En 568, ils forment une alliance avec les Byzantins contre les Sassanides. Par la suite, une guerre intestine éclate entre les Göktürks orientaux et le khaganat turc occidental, à la mort de Taspar Qaghan, qui ouvre une lutte de succession entre son héritier désigné, Apa Qağan et celui nommé par le conseil tribal, issu des Ashinas, Ishbara Qaghan.
Au cours des premières décennies du VIIe siècle, Tong Yabghu Qaghan parvient à stabiliser le Khaganat turc occidental mais, dès sa mort, il se dissout après avoir été un allié précieux des Byzantins face aux Sassanides,. En effet, il subit la pression intense des armées de la dynastie Tang qui pénètre en Asie centrale. Deux fédérations émergent de cet effondrement, composées chacune de cinq tribus. Pendant un temps, elles s'opposent aux Tang dans le Turkestan oriental tandis qu'à l'ouest, deux États nomades apparaissent : l'Ancienne Grande Bulgarie dirigée par Koubrat et la confédération Nushibi. Koubrat devient le principal rival des Avars dans la région du Kouban alors que le khaganat des Khazars commence à se structurer, plus à l'ouest, probablement dirigé par un rejeton des Ashinas. Si les Tang s'imposent en Orient, en Occident tant les Bulgares que les Khazars dominent la steppe. Finalement, les Khazars s'imposent et les Bulgares se soumettent ou bien décident de pénétrer plus loin vers les Balkans, sous la direction d'Asparoukh qui défait les Byzantins lors de la bataille d'Ongal, à l’été 680.
C'est donc sur les décombres d'un empire steppique que se constitue celui des Khazars. Après s'être imposé sur la région de la basse Volga jusqu'aux espaces entre le Danube et le Dniepr, le khaganat des Khazars devient la force dominante de la steppe eurasiatique vers 670. Selon Omeljan Pritsak, la langue de la fédération bulgare devient la lingua franca de l'Empire khazar, qui impose une sorte de Pax Khazarica. La Khazarie domine alors le commerce de la région, permettant aux marchands venus d'Europe de transiter à travers les vastes plaines de l'Europe orientale en sécurité. Rapidement, la Khazarie fait figure de puissance majeure de l'époque, comme l'attestent les écrits de Ibn al-Balhî. Celui-ci affirme que le shah des Sassanides, Khosro Ier, ne considère que trois autres empires comme ses égaux : la Chine, l'Empire byzantin et l'Empire khazar. Bien que cette affirmation soit anachronique, étant donné que Khosro règne à une époque où les Khazars n'ont pas encore percé, elle démontre que ceux-ci sont considérés par leurs contemporains comme une grande puissance.

### Hypothèses sur les origines
Les liens génétiques des sépultures des sites de type Novinki avec l'Asie centrale et intérieure sont conformes aux faits historiques et archéologiques selon lesquels les Khazars venaient du territoire du Khanganat turc occidental.
Enfin, une autre thèse, celle de la caste royale des Khazars, autoproclamée descendante de Kozar (ru), un des fils de Togarma, petit-fils de Japhet selon la Table des nations des premiers chapitres du Livre de la Genèse, est probablement due à sa conversion au judaïsme. Elle donna cependant naissance à de nombreuses spéculations ; selon l'une d'elles, consignée dans l'un des manuscrits de la Guéniza du Caire étudiés par Solomon Schechter, les Khazars descendraient pour une partie au moins des tribus perdues d'Israël. Quelques historiens, dont Yair Davidiy, souscrivent à cette thèse « conciliante » suggérant que les juifs ashkénazes d'Europe du Nord, pour certains héritiers des Khazars, sont des convertis au judaïsme.
Concernant leur expansion et leur territoire, Ibn Rustah écrit « le pays des Khazars est vaste ». Alexei Terechtchenko dans L’Empire khazar explique que le territoire est situé dans le Daghestan actuel et que leurs centres principaux étaient Balanger (Varatchan) et Samandar. Il ajoute qu'ils ne contrôlaient pas totalement le sud du Caucase à cause de la présence des Alains, bien que ces derniers aient été fidèles aux Khazars. Le territoire de l’empire était donc beaucoup plus étendu vers le nord avec des colonies le long du Don et de la Volga ; la frontière atteignait le Danube. Ainsi l’espace que contrôlaient les Khazars comprenait selon Terechtchenko « une grande partie de l’Ukraine et de la Russie méridionale ».

### Tribus khazares
L'organisation tribale des Khazars semble complexe. Ils auraient été divisés entre « Khazars blancs » et « Khazars noirs ».
Le géographe médiéval persan Istakhri avait établi une différence raciale entre ces deux castes: « les Khazars ne ressemblent pas aux Turcs. Ils ont les cheveux noirs et sont de deux sortes : les Khazars Noirs (Kara-Khazars) qui ont le teint basané ou très sombre comme certains Indiens, et les Khazars Blancs (Ak-Khazars), qui sont d'une beauté frappante. », mais rien ne semble corroborer cette thèse, peut-être extrapolée des termes « noirs » et « blancs » qui renvoient en réalité à une symbolique spatiale (« noir » pour le nord, « blanc » pour le sud — voir plus tard les Kara Koyunlu, Moutons noirs turcomans, et Ag Koyunlu, Moutons blancs turcomans).

### Apogée

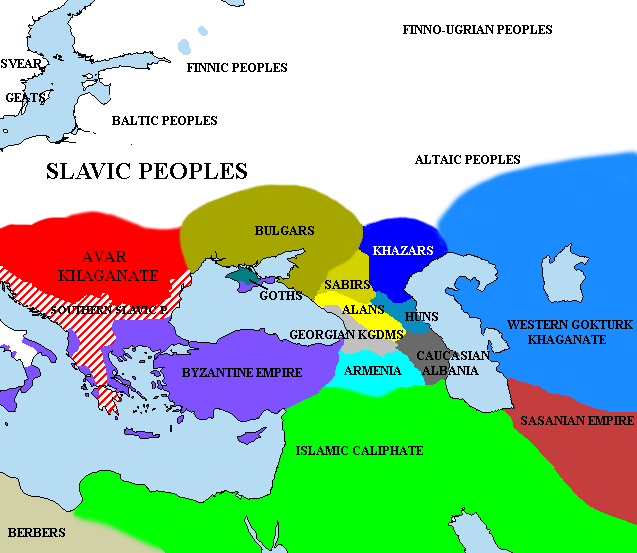
Carte de la steppe pontique aux environs de l'an 650.

Carte du Caucase vers 740.

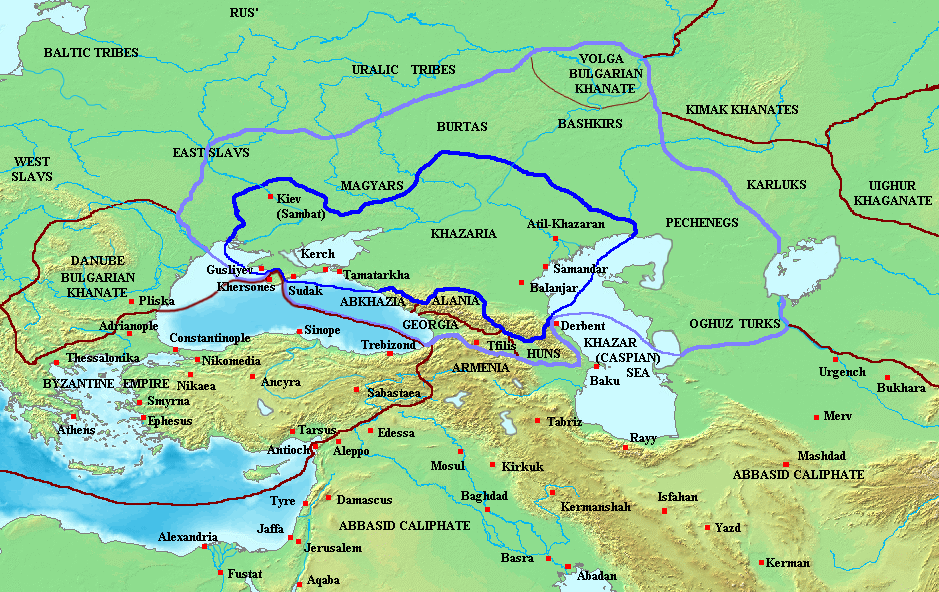
Zone d'influence khazar vers 820.

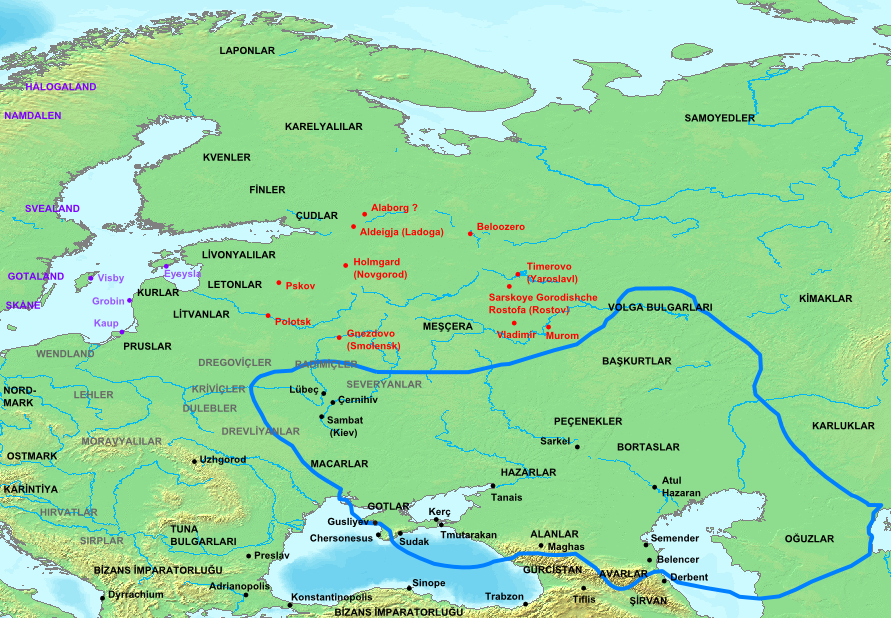
Khazarie vers 850.

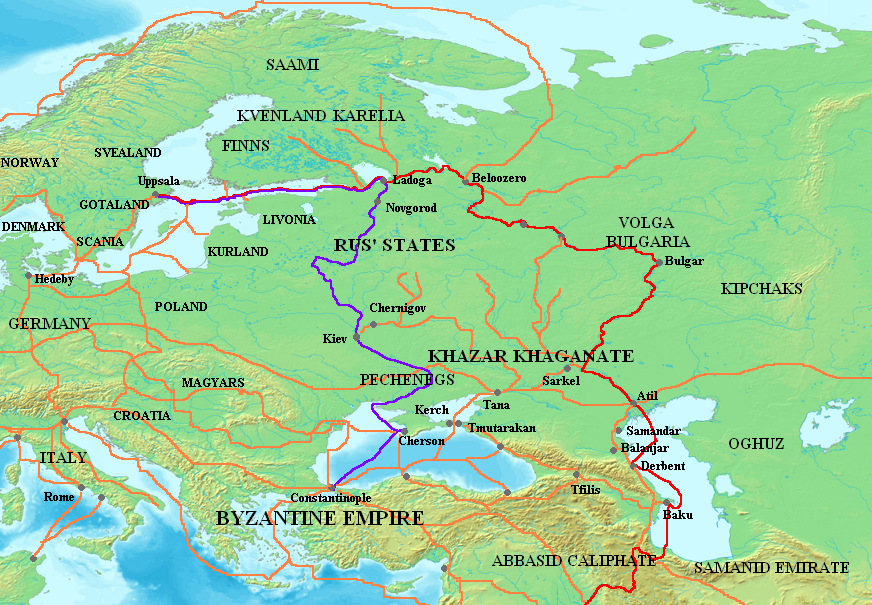
Routes commerciales varègues.

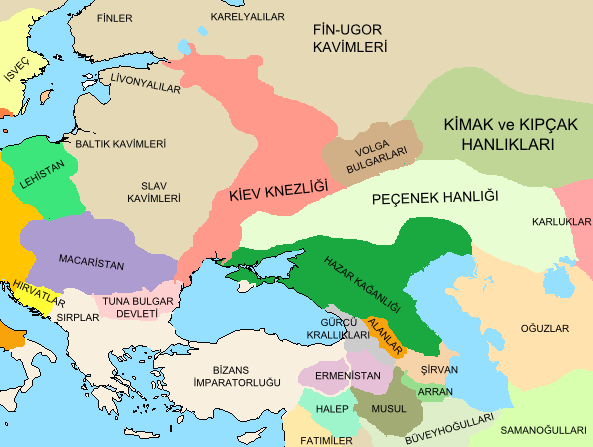
Khazarie vers 950.

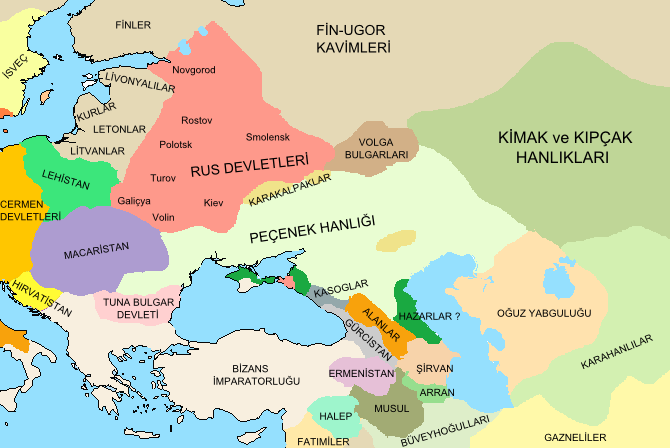
Khazarie vers 1015.

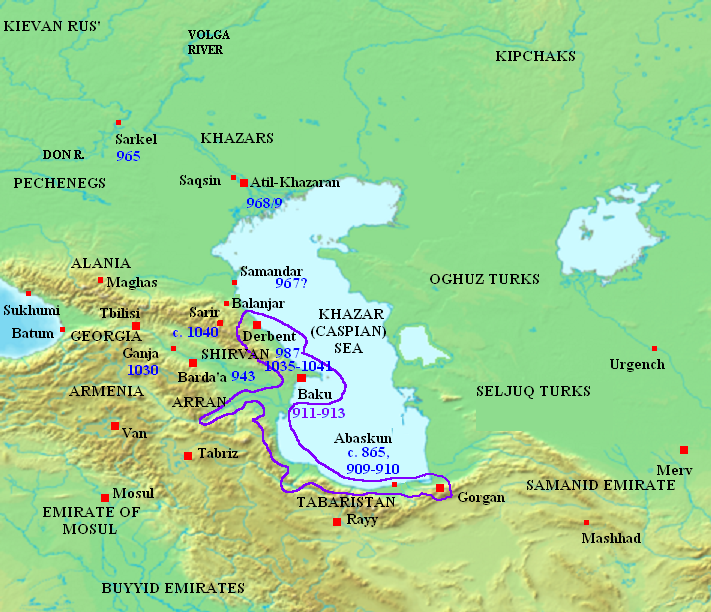
Expéditions des Rus' en mer Caspienne.

#### Formation de l'État khazar
L'histoire des Khazars est liée à l'empire des Göktürks (ou Köktürks), formé après la défaite des Ruanruan par Bumin, du clan Ashina, en 552.
Lorsque l'empire Göktürk s'effondre à la suite de conflits internes au milieu du VIe siècle, il se partage en proto-Bulgares et Khazars menés par la tribu Ashina.
Vers 650, les Khazars fondent un royaume indépendant au nord du Caucase aux abords de la Volga, notamment au détriment des proto-Bulgares, qu'ils chassent vers le nord-ouest. Cet « État » mal connu est indifféremment appelé « Empire khazar », « Royaume khazar », ou encore « Khazarie ».
Signe de l'importance qu'a acquise le royaume, en 626, le Khagan (dirigeant) khazar Ziebil (probablement Tong Yabghu) ou son fils, envoie 40 000 soldats à l'empereur Byzantin Héraclius, pour l'aider dans sa lutte sans merci contre les Sassanides. Pour séduire le Khagan, en signe de reconnaissance, Héraclius lui avait offert en mariage sa fille Eudocia Epiphania. Elle était en route vers lui lorsque le Khagan mourut, si bien qu'elle rebroussa chemin.
L’expansion des Khazars au cours du VIIe et du VIIIe siècle se heurte ensuite aux conquêtes des Omeyyades du Califat arabe sur le Caucase et la Transoxiane. En 650, l'armée arabe d'Abd ar-Rahman ibn Rabiah est battue par les Khazars à Balanjar. Selon les historiens arabes de l'époque, chaque camp aurait fait usage de catapultes. Le Khagan de l'époque aurait été Irbis. D'autres combats ont lieu au même endroit contre des tribus arabes (ibn Rabiah).

#### Khazars et Byzance
L'Empire byzantin a toujours été attentif à la situation géopolitique de la steppe ukrainienne et, généralement, il joue des rivalités entre les peuples pour les affaiblir et se préserver de leurs attaques. Parfois, ils s'allient avec eux contre un ennemi commun, à l'image de l'accord passé avec les Göktürks contre les Perses, lors de la guerre perso-byzantine de 602-628. À l'égard des Khazars, qu'ils appellent parfois Turcs, les Byzantins cherchent assez vite leur alliance. Au moment du siège de Constantinople de 626, Héraclius envoie divers émissaires proposer des alliances, notamment à Tong Yagbu Khagan, lui proposant d'épouser sa fille, Epiphania. Cette alliance favorise le retournement de situation lors de la guerre avec la prise de contrôle des cols caucasiens. Byzantins et Göktürks assiègent notamment Tiflis. S'il a parfois été rapporté que les troupes alliées aux Byzantins sont des Khazars, l'hypothèse la plus probable demeure celle des Göktürks car c'est à l'issue de l'éclatement de ces derniers que les Khazars deviennent une force prépondérante, après les années 630.
Dès lors que les Khazars deviennent une force incontournable, les Byzantins s'allient avec eux. En 695, l'empereur Justinien II est déposé et choisit de s'exiler à Cherson, en Crimée byzantine, à proximité directe des terres des Khazars, qui l'accueillent. Ainsi, il semble s'être réfugié chez eux vers 704 ou 705 et reçoit comme épouse la sœur du khagan Busir. Justinien espère aussi certainement une aide militaire pour reprendre le trône. Dans tous les cas, son épouse prend le nom byzantin de Théodora. Busir est aussi approché par l'empereur Tibère III Apsimar qui tente de l'inciter à tuer Justinien II, en échange d'un important tribut mais Théodora prévient son mari à temps. Justinien peut s'enfuir en tuant deux dignitaires khazars et il rejoint la Bulgarie où il obtient l'aide du khan Tervel pour récupérer le trône. En dépit de ces troubles, Justinien II renoue avec Busir qui accepte que Théodora rejoigne son époux à Constantinople, où elle devient Augusta.
Plus tard, sous Léon III (717-741), une alliance est nouée contre les Arabes. L'empereur envoie un ambassadeur auprès du khan Bihar et marie son fils, le futur Constantin V (741-775) à la fille de Bihar, nommée Tzitzak. Convertie au christianisme, elle prend le nom d'Irène. Leur fils, Léon IV le Khazar, est ainsi surnommé en raison des origines de sa mère. Régnant de 775 à 780, il meurt dans des circonstances troubles alors qu'il est particulièrement impopulaire. Au VIIIe siècle, les Byzantins doivent composer avec la domination des Khazars sur la Crimée, jusqu'à Cherson, traditionnelle tête de pont romaine dans la région. Enfin, des mercenaires khazars sont couramment utilisés par les empereurs byzantins, en particulier au sein de l'Hétairie.

#### Guerres avec les Arabes
Lors des VIIe et VIIIe siècles, les Khazars mènent une série de guerres contre le califat des Omeyyades puis des Abbassides. La première guerre arabo-khazare éclate à l'occasion des premières offensives musulmanes. Dès 638, les Arabes envahissent l'Arménie et, en 642, lancent leur premier raid au-delà du Caucase, sous le commandement d'Abd ar-Rahman ibn Rabiah. En 652, les Arabes progressent vers Balanjar, capitale des Khazars mais subissent une défaite. Plusieurs sources russes affirment que le khagan est alors un certain Irbis, qui serait issu de la lignée royale des Ashinas.
À l'occasion de la Grande discorde qui frappe le monde musulman, les Arabes se retirent pour un temps des conflits contre les Khazars jusqu'au début du VIIIe siècle. En revanche, les Khazars en profitent pour lancer des raids sur des principautés transcaucasiennes dominées par les Musulmanes, dont une expédition d'envergure entre 683 et 685 qui fait un grand nombre de prisonniers. Selon Tabari, les Khazars forment alors une alliance solide avec les descendants des Göktürks toujours présents en Transoxiane.
Les guerres arabo-khazares reprennent véritablement après l'an 700 avec des raids lancés à travers le Caucase. Les Omeyyades resserrent leur domination sur l'Arménie en 705 en y écrasant une rébellion. En 713 ou 714, le général Maslama ben Abd al-Malik s'empare de Derbent et pénètre en profondeur chez les Khazars. Ces dernier répliquent par des raids dans l'Albanie du Caucase et en Azerbaïdjan, jusqu'aux confins de l'Iran, avant d'être repoussés par Hassan Ibn Numan. En 722, le conflit gagne en intensité avec une force d'invasion de 30 000 Khazars qui attaque l'Arménie avec succès. Le calife Yazīd II réplique en envoyant 25 000 soldats qui parviennent à repousser l'envahisseur et à reprendre Derbent, poussant jusqu'à Balanjar. Là, les Arabes brisent les défenses des Khazars et pillent la ville, dont les habitants sont tués ou réduits en esclavage. En dépit de ces succès, les Arabes ne peuvent tenir le terrain et se retirent vers le sud.
En 724, le général musulman, Al-Jarrah al-Hakami, écrase les Khazars lors d'une longue bataille entre les fleuves Cyrus et Araxe et s'empare de Tiflis. L'Ibérie du Caucase est alors intégrée au califat. Les Khazars réagissent deux ans plus tard avec le général Barjik, qui envahit l'Albanie et l'Azerbaïdjan. En 729, les Arabes ont perdu le contrôle du nord-est de la Transcaucasie et sont de nouveau sur la défensive. En 730, Barjik envahit l'Azerbaïdjan iranien et remporte un succès à la bataille d'Ardabil, tuant le général Al-Jarrah al-Hakami et occupant brièvement la ville. Il est tué dès l'année suivante à Mossoul, lors d'une campagne dans laquelle il se sert de la tête tranchée d'Al-Jarrah comme sorte d'étendard. En 737, Marwan ibn Mohammed pénètre à son tour en Khazarie, dans l'intention supposée de conclure une trêve. Mais il lance en réalité une attaque surprise, obligeant le khagan à fuir vers le nord, sans parvenir à tenir le terrain. Néanmoins, le khagan accepte de se convertir à l'islam et de reconnaître la suzeraineté du califat. Finalement, l'instabilité au sein des Omeyyades et le soutien byzantin permettent aux Khazars de reprendre rapidement leur indépendance. C'est notamment cet événement qui sert de justification à l'hypothèse que la conversion au judaïsme serait une manière pour les Khazars de démontrer leur indépendance, tant à l'égard des Byzantins que des Musulmans.
Après 737, le conflit s'atténue durant plus de deux décennies et prend la forme de raids récurrents de la part des Arabes jusqu'en 741, sans visée expansionniste. Leur contrôle de la région tend à s'atténuer car la défense de Derbent les oblige à y maintenir une garnison importante, qui pèse sur une armée déjà très mobilisée sur d'autres fronts. À l'éclatement de la troisième Fitna, nouvelle guerre civile parmi les Musulmans, les Omeyyades sont chassés du pouvoir et remplacés par les Abbassides.
En 758, le calife Al-Mansur[Lequel ?] tente de renforcer ses liens diplomatiques avec les Khazars, ordonnant à Yazid ibn Asid ibn Zafir al-Sulami, le gouverneur militaire de l'Arménie, de prendre une épouse royale khazare. Yazid se marie à une fille du khagan Bagatur mais elle meurt rapidement, peut-être alors qu'elle est enceinte. Ses servants reviennent en Khazarie où ils affirment que des Arabes l'ont empoisonnée, ce qui plonge son père dans une profonde colère. Le général khazar, Ras Tarkhan, envahit les régions du sud du Caucase en 762-764, ravageant l'Albanie, l'Arménie et l'Ibérie, s'emparant de Tiflis. Néanmoins, les tensions s'atténuent progressivement et les relations deviennent plus cordiales car les Abbassides n'ont pas les visées expansionnistes des Omeyyades. Il faut attendre 799 pour retrouver l'occurrence de raids entre les deux puissances caucasiennes, à la suite d'un nouveau projet d'alliance matrimoniale raté.

#### Économie

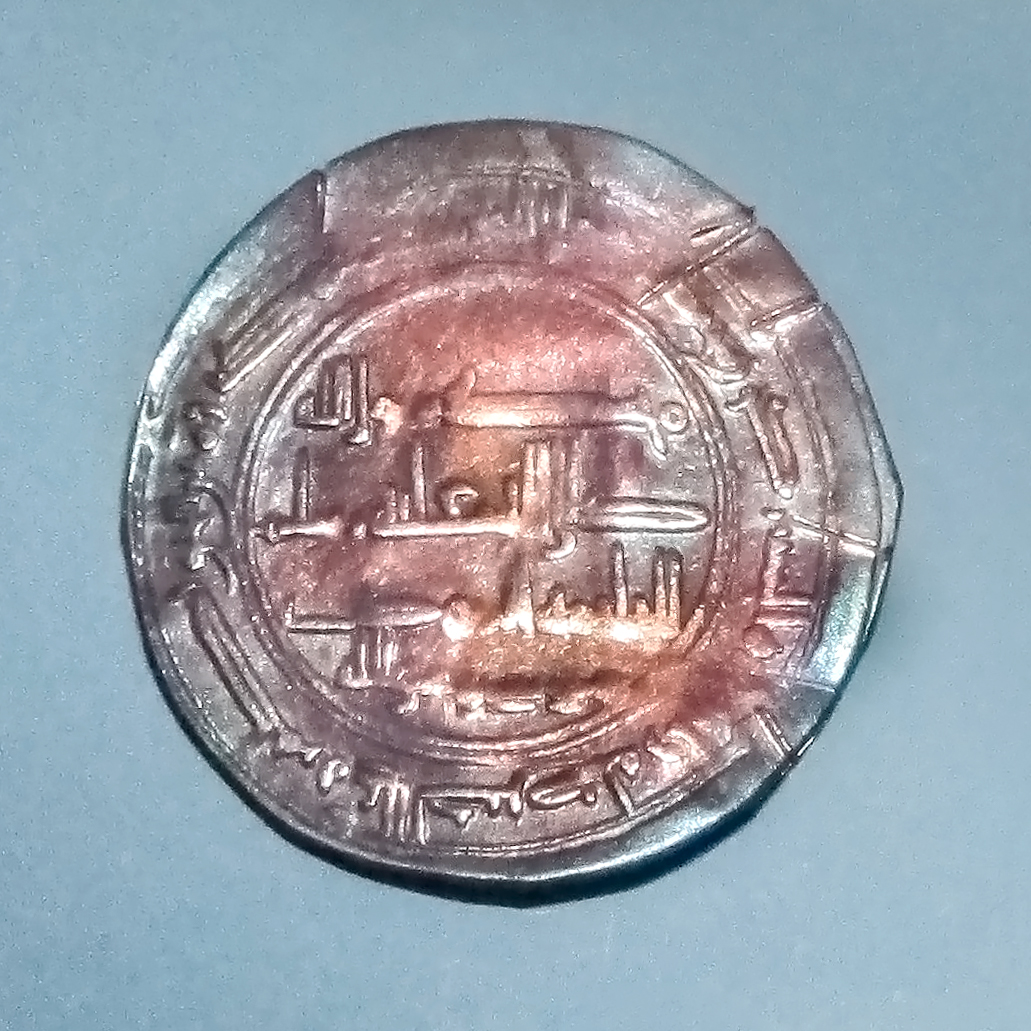
Monnaie khazare (yarmaq) trouvée dans le trésor de Spillings.

Pendant quelques siècles, la Khazarie est le passage obligé des marchandises entre le Chine et l'Europe occidentale, entre les pays d'Islam et l'Europe du Nord, par la maîtrise (d'une bonne partie) des bassins fluviaux du Don et du Dniepr (par la Mer d'Azov), et de la Volga (par la Mer Caspienne).

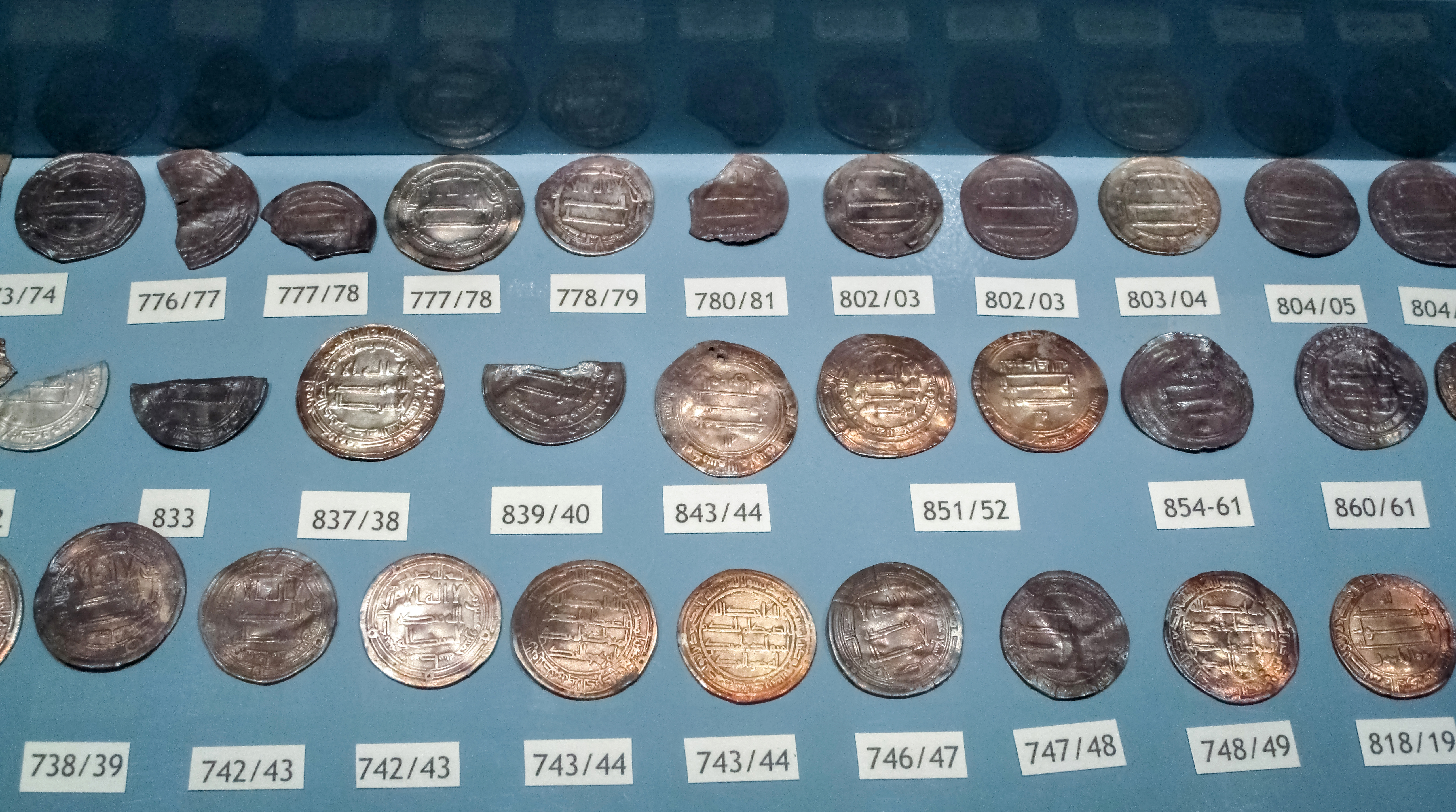
Monnaies simili-arabes découvertes à Spillings (Gotland) en Suède.

Les Khazars commercent, en Eurasie, avec ou sans Radhanites, du miel, des fourrures, de la laine, du mil et d'autres céréales, du poisson et des esclaves (slaves). La production en Khazarie relève de la poterie et de la verrerie, de la colle de poisson (ichtyocolle) et de l'élevage (moutons, bétail, et produits dérivés).
Le gouvernement central ne lève pas d'impôt, mais taxe le commerce à 10%, et perçoit des revenus (tributs, dîmes) des populations protégées et des états (ou tribus) vassaux.
La Khazarie frappe des pièces en argent, appelées yarmaqs, dont beaucoup de copies de dinars arabes (deniers). Certaines pièces marquées Ard al-Khazar (en arabe, pour « Terre des Khazars »), et/ou « Moïse est le prophète de Dieu », datées de 766 à 838, ont été retrouvées en 1999 à Spillings sur l'île de Gotland (Suède) ; selon Roman K. Kovalev, le trésor de Spillings, d'origine viking, est à ce jour[Quand ?] le plus important jamais découvert.

### Stratégie
Les Byzantins ménagent l'Empire khazar qui les protège des envahisseurs vikings et arabes, si bien que leur empereur Constantin V épouse une princesse khazare, Tzitzak dont le fils Léon IV est surnommé « Léon le Khazar ».
Leurs armées sont renforcées au cours des VIIIe siècle et IXe siècle par des nomades de la steppe, en particulier des Petchénègues. Ceux-ci deviennent plus puissants que les Khazars qui ne peuvent les empêcher de franchir la Volga et de s'installer en 889 entre le Don et le Dniepr ; puis, en 895 de conquérir le royaume magyar de l'Etelköz.
De manière générale, les Khazars protègent Byzance et leurs populations sujettes contre les expéditions de pillage des Varègues, lancées le long des grands fleuves, et contre les expéditions arabes tentant de contourner la mer Caspienne : guerres arabo-khazares, Pax Khazarica.
Les Khazars fondent peut-être la ville de Kiev, en Ukraine d'aujourd'hui, et sont indirectement à l'origine de la fondation de la Moscovie, la Russie actuelle, qui s'est construite à partir de la Rus' de Kiev (Khaganat de la Rus'), à la suite de l'invasion de la Khazarie par les barbares ruthènes (rusyns) et ou varègues venus du nord : expéditions des Rus' en mer Caspienne de 864 à 1041 et garde varangienne.

### Fin de l’Empire khazar
Au IXe siècle, des groupes de Varègues commencent à former des entités marchandes particulièrement puissantes. Ils contrôlent de plus en plus les voies fluviales, allant toujours plus loin vers le sud et la Khazarie. A cette époque, l'argent des Arabes transite vers le nord en échange de fourrures et de fer et ce sont les Khazars ainsi que leurs vassaux, les Bulgares de la Volga, qui ont la mainmise sur ce commerce. Les commerçants sont soumis à l'impôt quand ils arrivent à Atil, proche de la Caspienne, de même que Cherson, comptoir commercial byzantin. Peu à peu, ces marchands varègues commencent à se constituer en un véritable Etat, qui rassemble des Slaves, des Finnois de la Volga et des Tchoudes, pour défendre leurs intérêts face aux Khazars. Souvent, l'idée générale est qu'un khaganat Rus' se serait formé sur le modèle du Khaganat khazar et que les chefs varègues se seraient appropriés le terme de qagan ou khagan, cela dès les années 830. Ce titre survit au sein de la Rus' de Kiev dont la capitale, Kiev, aurait été fondée par les Khazars. Dans le même temps, ces derniers auraient pris des mesures défensives, notamment la construction de la forteresse de Sarkel grâce à l'aide d'ingénieurs byzantins. Néanmoins, vers 860, les Rus' dominent déjà la région autour de Kiev et l'essentiel du cours du Dniepr, ce qui les met en contact avec Constantinople.
Les Rus' représentent vite une menace, y compris pour les Byzantins qui s'allient avec les Khazars, tandis que ces derniers sont ambivalents et laissent parfois les guerriers rus' passer à travers leur territoire en échange d'une fraction du butin qu'ils pourraient avoir acquis. Mais, au Xe siècle, les Khazars sont soumis à des menaces multiples, qui les obligent à combattre sur différents fronts. La pax Khazarica commence à s'effondrer alors que les Petchénègues, autre puissance nomade, s'impose dans la steppe eurasiatique. Si l'on en croit le document appelé lettre de Schechter, un document khazar, le khagan Benjamin, qui règne dans les années 880-890, combat une alliance de cinq peuples différents, peut-être soutenus par les Byzantins. Si Benjamin l'emporte, son fils, Aaron II, est lui aussi attaqué, cette fois par les Alains convertis au christianisme et alliés de l'empereur Léon VI le Sage, qui en profite pour affaiblir les Khazars.
Dans les années 880, les Khazars perdent le contrôle du cours moyen du Dniepr, au profit de Kiev, alors que c'est une région traditionnelle de prélèvement du tribut auprès des Slaves. C'est notamment Oleg de Novgorod qui chasse les Khazars de la zone et fonde véritablement la Rus' de Kiev. Dans un premier temps, les Khazars les autorisent à faire du commerce le long de la Volga et à mener des raids jusqu'à la mer Caspienne. Selon Al-Mas'ûdî, cette autorisation est conditionnée à la rétrocession de la moitié du butin. Toutefois, en 913, deux ans après la conclusion d'un traité de paix entre les Rus' et les Byzantins, un raid des Varègues s'en prend aux musulmans. Ces derniers réagissent en demandant la permission aux Khazars de mener des représailles contre les Varègues. Ces derniers sont alors massacrés et les Khazars décident de fermer l'accès à la Volga, ce qui déclenche une guerre. Au début des années 960, le chef des Khazars, Joseph, écrit à Hasdaï ibn Shaprut pour lui faire part de la dégradation des relations avec les Rus', du fait de la fermeture de certaines voies commerciales qui les empêche de mener des raids.
C'est une guerre ouverte qui oppose désormais les Rus' aux Khazars. Les premiers n'hésitent pas à mener des raids en profondeur, jusqu'en Caspienne. Une campagne, rapportée par la lettre de Schechter, voit la victoire du général khazar Pesakh contre Oleg. Toutefois, dans le même temps, l'alliance byzantino-khazare disparaît au début des années 900. Des affrontements ont même probablement éclaté entre les deux empires en Crimée, tandis que Constantin VII Porphyrogénète, l'auteur du De administrando Imperio, s'interroge sur la meilleure manière d'isoler les Khazars. Les Byzantins commencent à s'allier avec les Petchénègues et les Rus' avec des fortunes diverses. Dans le même temps, les échanges connaissent une évolution sensible dans la région car les Musulmans fondent des routes commerciales qui les mettent directement en contact avec des Bulgares de la Volga convertis à l'islam, sans passer par la Khazarie. Cette dernière pourrait avoir vu une chute de près de 80 % de ses revenus commerciaux, ce qui a des conséquences drastiques sur son équilibre.

## Politique et société
Les Khazars développent une structure diarchique, assez classique parmi les nomades turcs, comprenant un shad ou bäk et un khagan. L'émergence de ce système pourrait aussi être liée à la conversion au judaïsme. Selon les sources arabes, le roi secondaire, appelé îšâ et le premier roi, le xâqân se partagent les rôles : le premier a un rôle militaire tandis que le second est surtout spirituel et ne s'intéresse guère aux affaires temporelles. Le khagan est nommé parmi les grandes familles nobles et, lors d'un rituel initiatique, est étranglé presque à mort, jusqu'à ce qu'il annonce le nombre d'années que durera son règne. Au terme de ce nombre, il doit être tué par les autres nobles. Le second roi se présente alors au khagan pour se prosterner devant lui avant d'enflammer un bout de bois d'un feu purificateur. De même, l'enterrement royal fait l'objet d'un cérémonial complexe. Les voyageurs doivent par exemple descendre de cheval devant une tombe royale. Si les dirigeants se convertissent au judaïsme, ce n'est pas le cas de l'essentiel des Khazars.

## Religion
Les Khazars sont notamment connus pour la conversion de la dynastie régnante (celle de leur roi Bulan vers 750, et plus généralement de la caste noble) au judaïsme. Ils étaient originellement de religion tengriste, mais font l'objet d'un prosélytisme chrétien, plus de l'Arménie et de l'Albanie que de Byzance, ainsi que d'une pression musulmane, avec des conversions de la population lors des invasions omeyyades. Le bouddhisme exerce également une certaine influence.

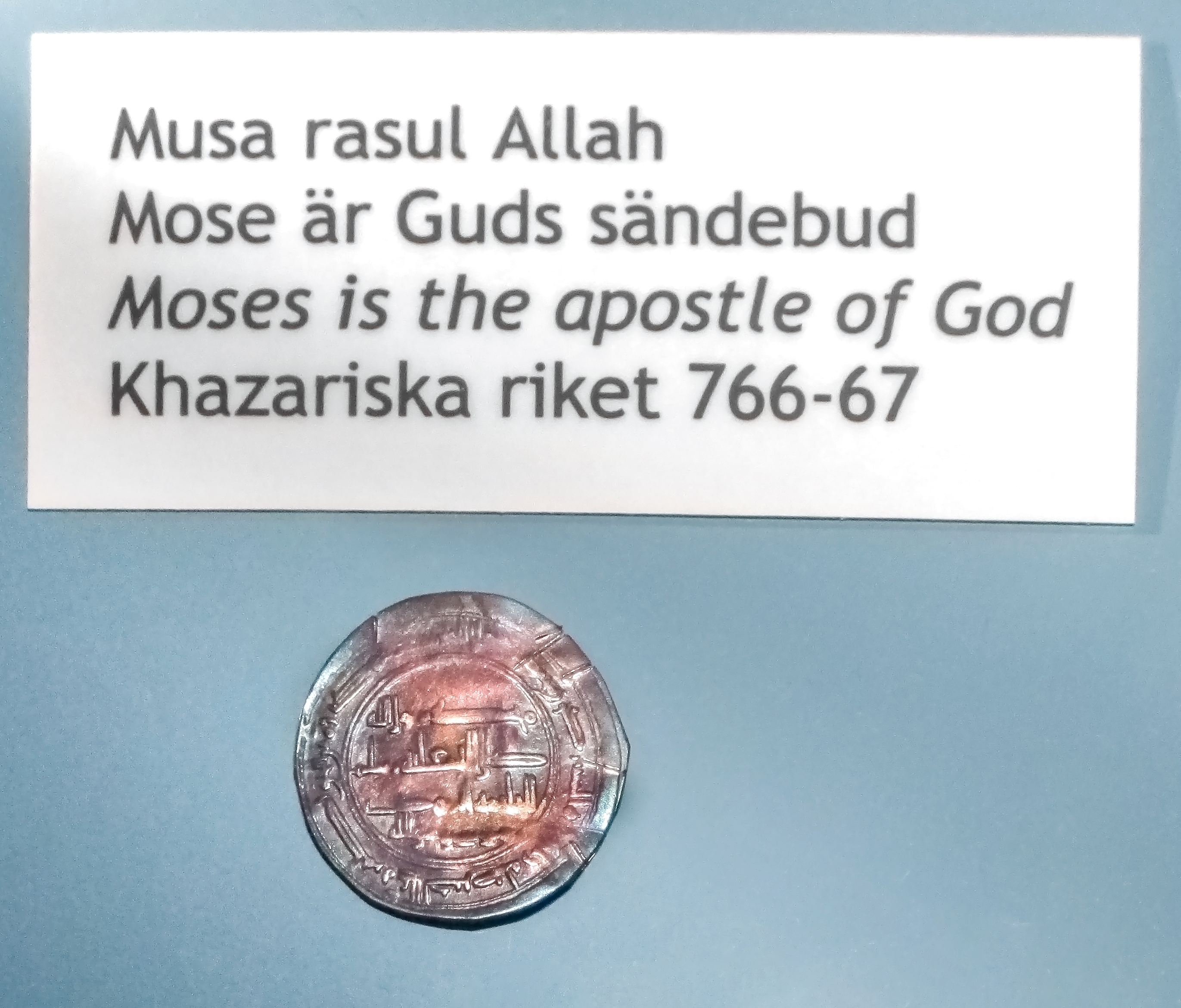
Monnaie khazare en argent du IXe siècle, appelée Moses coin, découverte sur l'île de Gotland (trésor de Spillings).

La conversion au judaïsme se serait faite en deux phases, la première autour de 735. Les premiers contacts avec le judaïsme auraient eu lieu avec des marchands juifs venus de Byzance, ou par le biais des populations de Crimée. Il est aussi communément admis que la conversion se fait sous le règne de Hârûn al-Rashîd qui a régné de 786 à 809. Elle est généralement expliquée par un choix stratégique des élites khazares, leur permettant d'échapper à l'influence islamique et à l'influence chrétienne de leurs puissants voisins arabes et byzantins.
En adoptant le judaïsme, les Khazars restèrent très tolérants sur le plan religieux, et laissèrent leurs sujets slaves professer le christianisme ou l’islam en toute liberté. Bien que la religion officielle fût le judaïsme, leur grand prince (khâgan) et leur roi tenaient un conseil qui réunissait les représentants des trois grandes religions monothéistes[réf. nécessaire].
La « correspondance khazare » échangée dans les années 950 et 960 entre Ibn Shaprut, ministre juif du calife de Cordoue et Joseph, roi des Khazars, qui mentionne cette conversion, est retrouvée dans la guéniza du Caire et est maintenant généralement considérée comme authentique,.
Toutefois, dans le cadre de la controverse sur l'origine khazare des Ashkénazes mentionnée plus bas, la réalité de cette conversion a été contestée, notamment en 2013 par le professeur Shaul Stampfer (en) de l'université hébraïque de Jérusalem : « la conversion des Khazars est un mythe sans base factuelle »,.

## Thèse de l'origine khazare des Juifs ashkénazes

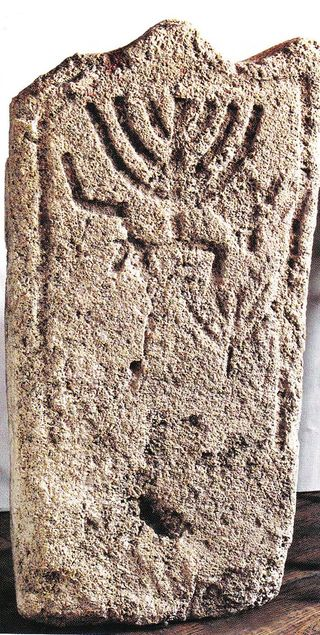
Une des découvertes de l’ancienne forteresse de Sarkel dans l'actuel oblast de Rostov, avec ses inscriptions juives.

La thèse de l'origine khazare des Juifs ashkénazes trouve sa source dans le fait que des chefs khazars, voire une partie de leurs tribus, ont au moins adopté des rites juifs à la fin du VIIIe ou au début du IXe siècle. L'étendue, voire la réalité, de ce prosélytisme reste débattue. Des historiens estiment qu'il n'a touché qu'une partie de la cour royale et de la noblesse, d'autres affirment que des segments importants de la population se sont aussi convertis et seraient les ancêtres de nombreux Juifs d'Europe de l'Est ; la plupart cependant réfutent la thèse de conversions massives.
Le débat ne porte pas sur la présence, indiscutée, de Juifs en Khazarie, ni sur leur rôle dans son administration. Il concerne les convertis au judaïsme au sein de la tribu Khazar et de ses alliés turco-mongols : leur nombre, leur statut (membres de la famille régnante ou autre), et l'importance de leur descendance parmi les Juifs vivant en Europe de l'Est au XIXe siècle.

### Controverse historique
Différents auteurs depuis la seconde moitié du XIXe siècle suggèrent que les Juifs d'Europe de l'Est descendent au moins partiellement de Khazars ayant migré vers l'ouest entre le Xe et le XIIe siècle, à la fin ou lors de l'effondrement de l'empire des Khazars.
En 1883, Ernest Renan écrit dans Le Judaïsme comme race et religion : « Les conversions massives à l'époque grecque et romaine enlèvent au judaïsme toute signification ethnologique, et coupent tout lien physique (mais non pas spirituel) avec la Palestine […] La plupart des Juifs de Gaule ou d'Italie, sont le produit de ces conversions. Quant aux Juifs du bassin du Danube, ou du Sud de la Russie, ils descendent sans doute des Khazars. Ces régions contiennent de nombreuses populations juives qui probablement n'ont rien à voir, du point de vue ethnologique, avec les Juifs d'origine ».
En 1940, l'historien français Marc Bloch, qui se présente comme Juif par la naissance et non par religion, dit en introduction de L'Étrange Défaite que « juif » désigne « un groupe de croyants, recrutés, jadis, dans tout le monde méditerranéen, turco-khazar et slave ».

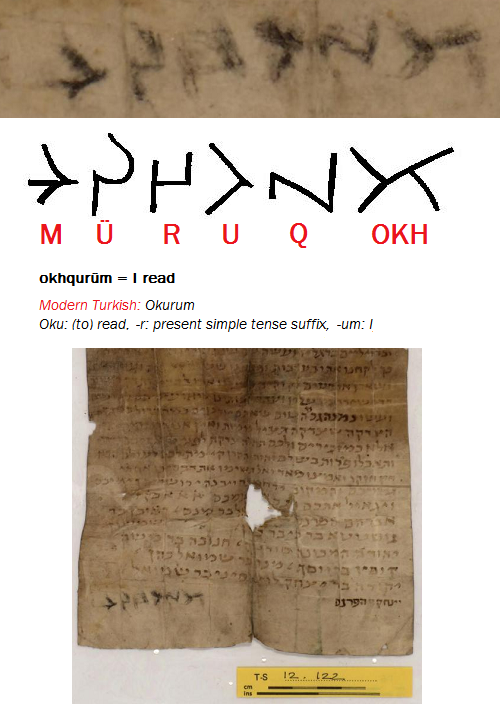
Lettre de Kiev datant de 930, écrite par une communauté juive khazare à Kiev. Il s'agit d'une recommandation (plaidoyer) en hébreu écrite au nom d'un membre de cette communauté. Des historiens pensent que la lettre date d'une époque où les Khazars n'étaient plus une force dominante dans la politique de la ville.
Elle est découverte en 1962 lors d'une étude des documents de la Gueniza du Caire par Norman Golb de l'université de Chicago. Cette lettre fait partie d'une énorme collection apportée à Cambridge par Solomon Schechter de la Gueniza.

En 1943, l'historien israélien Abraham Polak publie son livre sur l'histoire des Khazars et émet deux hypothèses importantes, quoique controversées : la première est l'origine non moyen-orientale de la plupart des Juifs d'Europe orientale ; la seconde selon laquelle le yiddish serait né en Crimée et non en Allemagne, comme on le croyait précédemment.
En 1947, aux Nations-Unies, l'hypothèse khazare est utilisée par les représentants britanniques et arabes pour tenter d'empêcher la création de l'État d'Israël, ce qui fait dire au président de l'Agence juive : « Je suis surpris de découvrir que je ne suis pas Juif mais Khazar ».
En 1954, l'orientaliste britannique Douglas Dunlop (en) publie une Histoire des Khazars juifs qui développe l'hypothèse khazare, présentée comme simple hypothèse mais immédiatement critiquée pour l'usage pervers qui en est fait par des Karaites en Russie, et des Arabes au Proche-Orient.
En 1976 le livre d'Arthur Koestler, La Treizième Tribu, popularise auprès du grand public l'idée selon laquelle les Juifs ashkénazes descendraient des Khazars. Sa thèse est immédiatement combattue par Chimen Abramsky (en) qui ne lui trouve aucune base scientifique ou historiographique, et par l'historien Hyam Maccoby qui dénonce son racisme ; de nombreuses erreurs lui étaient reprochées, notamment sur des étymologies et dans l'interprétation des sources. Selon l'historien britannique Bernard Lewis :

« Cette théorie […] ne repose sur aucune preuve quelle qu'elle soit. Elle a été abandonnée depuis longtemps par tous les chercheurs sérieux dans ce domaine, y compris ceux des pays arabes, où la théorie khazar est peu utilisée en dehors de polémiques politiques occasionnelles. »

La théorie connaît un regain d'intérêt avec la publication du livre Comment le peuple juif fut inventé de l'historien israélien Shlomo Sand, qui reprend les idées de Koestler pour étayer sa propre thèse selon laquelle la diaspora juive serait le fruit de conversions successives. En France, Marc Ferro reprend ce thème, qu'il élève au rang de « tabou de l'histoire » ; ailleurs, il explique que bien des Juifs « croient ferme, comme les Juifs d'Europe centrale, qu'ils sont tous originaires de Palestine : ceux-ci ont oublié qu'une grande partie d'entre eux sont des convertis de l'époque du royaume khazar ». L'écrivain Marek Halter a aussi popularisé cette thèse dans son roman Le Vent des Khazars.
L'hypothèse khazare, qui alimente parfois un discours antisioniste sapant le sionisme politique en lui prêtant une base racialiste, reste cependant régulièrement réfutée. Israel Bartal (en) s'amuse de la mention des Khazars dans l’Encyclopédie Mikhlal (une référence des jeunes Israéliens des années 1950) et de l'usage qui en est fait. D'autres rejettent cette hypothèse en des termes catégoriques, notent qu'elle n'est reprise que par peu d'historiens et qu'un lien avec la Khazarie ne saurait concerner qu'une faible partie des communautés juives d'Europe orientale.
En 2011, l'historien Moshe Gil, spécialiste des interactions entre Juifs et musulmans, publie une étude détaillée de l'ensemble des sources primaires arabes évoquant une conversion des Khazars au judaïsme ; toutes les traditions sur le sujet découlent de ces sources, les premières et principales à parler des Khazars : aussi ce corpus séminal revêt-il une importance particulière. Selon Gil, il n'est pas possible de fonder sur ces sources la conversion des Khazars au judaïsme. « Cela n'a jamais eu lieu », conclut-il.
Cette conclusion a été aussitôt réfutée par le byzantiniste français Constantin Zuckerman (en), qui a souligné que Moshe Gil avait inexplicablement négligé le témoignage d'Ibn al-Faqih, Persan du Xe siècle, et minoré sans raison celui de son contemporain Al-Mas'ûdî, mais surtout qu'il avait tout simplement écarté tous les témoignages non-arabes indépendants sur la conversion des Khazars : Gil a donc beau jeu de déclarer que toutes les traditions découlent des sources qu'il étudie, puisqu'il ignore les autres. La réalité historique de la conversion ne fait donc pas de doute pour Zuckerman, qui renvoie dos à dos Shlomo Sand et Moshe Gil, dont les manquements méthodologiques lui paraissent équivalents.
En juin 2014, Shaul Stampfer (en), professeur à l'université hébraïque de Jérusalem, publie un article de 72 pages concluant que la conversion d'« un groupe significatif de Khazars conduit par leur roi […] est une légende dépourvue de base factuelle ». Il affirme qu'il n'y a pas de preuves archéologiques et, après analyse des sources que Constantin Zuckerman reprochait à Moshe Gil d'avoir négligées, il ne trouve aucune source fiable étayant la conversion de nombreux Khazars au judaïsme.

### Étude génétique
En janvier 2013, paraît dans la revue britannique Genome Biology and Evolution une étude conduite par Eran Elhaik (en), généticien à l’université Johns-Hopkins, qui va dans le sens de l'« hypothèse khazare »,,. Elle a comparé les génomes « de 1287 individus non apparentés descendants de huit groupes de population juifs et de 74 non juifs » :
« Nous concluons que le génome des juifs d'Europe est une mosaïque de populations anciennes, incluant des Khazars judaïsés, des juifs gréco-romains, des juifs de Mésopotamie et de Palestine ».
Pourtant Shaul Stampfer déclare qu'elle est basée sur l'analyse de l'ADN de douze Juifs ashkénazes d'Europe de l'Est seulement et, de plus, à défaut d'ADN khazar, qu'elle les compare à l'ADN d'Arméniens et de Géorgiens.
Une étude conduite par Kevin Brook en 2022 se concentre sur les haplogroupes. Il ne prétend pas, comme Elhaik l'avait fait, que les Khazars seraient apparentés aux Arméniens et aux Géorgiens, mais il indique que les Khazars étaient un peuple turc avec une ascendance d'Asie centrale, de la région de la Volga et du Caucase du Nord. Brook compare les ashkénazes juifs modernes aux échantillons génétiques médiévaux des Khazars en plus des échantillons génétiques des populations modernes. Les Juifs ashkénazes dans l'ensemble ne portent pas beaucoup d'ADN turc mais ils ont deux haplogroupes mitochondriaux, N9a3a1b1 et A-a1b3a, qui sont liés à des peuples turciques (Bachkirs, Turkmènes).

### Instrumentalisation contemporaine
Bien que rejetée par la majorité des historiens, la théorie selon laquelle les Juifs ashkénazes descendraient des Khazars continue d’être exploitée à des fins antisémites. Le terme « Khazar » est parfois utilisé comme code pour désigner les Juifs dans des discours conspirationnistes, présentant certains d'entre eux — comme les Rothschild, Soros ou Kissinger — comme membres d'une supposée « mafia khazare » contrôlant les affaires mondiales. Ce mythe permet de propager un antisémitisme masqué sous couvert d’antisionisme, notamment en niant les liens historiques des Juifs avec l’Israël antique,.

## Sources et bibliographie

### Recherches historiques
- (he) Isaac Acqris, Kol Mevasser, Constantinople 1577, manuscrit à Oxford.
- (he) Abraham N. Poliak, La Conversion des Khazars au judaïsme, 1941.
- (he) Abraham N. Poliak, Kazarie : histoire d'un royaume juif en Europe, Tel Aviv, 1951.
- (en) Kevin Alan Brook, The Jews of Khazaria, Rowman and Littlefield, 2018, 3e éd., 357 p. (ISBN 9781538103425)
- (en) D.M. Dunlop, The History of the Jewish Khazars, Princeton University Press, 1954, 293 p.
- (en) Peter B. Golden, Khazar Studies. An Historico-Philological Inquiıy into the Origins of the Khazars, vol. 1, Akadémiai Kiadó, 1980, 291 p. (ISBN 963-05-1549-0)
- (en) Peter B. Golden, Haggai Ben-Shammai et Andras Rona-Tas, The World of the Khazars: New Perspectives, Handbook of Oriental Studies. Vol. 17. Brill, 2007 (ISBN 978-90-04-16042-2)
- (en) Peter B. Golden, Turks and Khazars: Origins, Institutions, and Interactions in Pre-Mongol Eurasia, Variorum Collected Studies Series. Vol. 952. Ashgate Publishing, 2010 (ISBN 978-1-4094-0003-5)
- (en) Walter Emil Kaegi, Heraclius, Emperor of Byzantium, Cambridge University Press, 2003, 372 p. (ISBN 978-0-521-03698-6)
- Arthur Koestler, La Treizième Tribu, Paris, Calmann-Lévy, 1976.
- Élie Barnavi (dir.), Histoire universelle des Juifs, Hachette, 1992 (ISBN 2-01-016334-6)
- Sous la direction de Geoffrey Wigoder (trad. de l'anglais), Dictionnaire encyclopédique du judaïsme, Paris, Cerf, 1993, 1771 p. (ISBN 2-204-04541-1)
- Encyclopædia Universalis, Dictionnaire du judaïsme, p. 447, Paris, Albin Michel, 1998.
- Jacques Sapir, Jacques Piatigorsky (dir), L’Empire khazar. VIIe-XIe siècle, l'énigme d'un peuple cavalier, Paris, Autrement, coll. Mémoires, 2005  (ISBN 2-7467-0633-4)
- Marc Ferro, Les Tabous de l'Histoire, Nil, Paris, 2002 (chapitre: Les Juifs: tous des sémites ?)
- Iaroslav Lebedynsky, Les Nomades. Les peuples nomades de la steppe des origines aux invasions mongoles, Paris, Editions Errance, 2003 (2e édition, 2007).
- Iaroslav Lebedynsky, Les Khazars : VIIe-XIe siècles, Chamalières-sur-Loire, Lemme Edit, 2025 (ISBN 9782492818356)
- Shlomo Sand, Comment le peuple juif fut inventé, Fayard, 2008
- Vladimir A. Mošin, « Les Khazares et les Byzantins d'après l'Anonyme de Cambridge », Byzantion 6 (1931), p. 309–325.
- (en) Peter B. Golden, « Khazaria and Judaism », Archivum Eurasiae Medii Aevi 3 (1983), p. 127–156.
- (en) Constantin Zuckerman, « On the Kievan Letter from the Genizah of Cairo », Ruthenica 10 (2011), p. 7–56.
- (en) Moshe Gil, « Did the Khazars Convert to Judaism? », Revue des Études Juives, vol. 170, no. 3-4, juillet-décembre 2011, p. 429-441
- (en) Shaul Stampfer, « Did the Khazars Convert to Judaism? », Jewish Social Studies, nos 19/3,‎ 2013, p. 1-72 (lire en ligne, consulté le 24 août 2016)
- (en) Roman K. Kovalev: «What Does Historical Numismatics Suggest About the Monetary History of Khazaria in the Ninth Century? – Question Revisited». Archivum Eurasiae Medii Aevi 13 (2004): 97–129.
- (en) Roman K. Kovalev: «Creating Khazar Identity through Coins: The Special Issue Dirhams of 837/8». East Central and Eastern Europe in the Early Middle Ages, ed. Florin Curta, pp. 220–253. Ann Arbor, MI: University of Michigan Press, 2005.
- (en) Victor Shnirelman, The myth of the Khazars and intellectual antisemitism in Russia, 1970s-1990s, Jerusalem: The Vidal Sassoon International Centre for the Study of Antisemitism, 2004.
- (en) Mark Whittow, The Making of Byzantium, 600-1025, University of California, 1996, 477 p. (ISBN 978-0-520-20496-6, lire en ligne)

### Ouvrages d’évocation
- Juda Halevi (1080-1140), Sefer Ha Kuzari (Le Livre du Khazar : Dialogue entre un roi Khazar et un sage juif), Cordoue, 1140.
- Marek Halter, Le Vent des Khazars (roman historique), Éd. Robert Laffont, 2001.
- Milorad Pavić (trad. du serbo-croate par Maria Bezanovska), Le dictionnaire khazar. Roman-lexique de 100 000 mots [« Hazarski recnik. Roman-leksikon u 100.000 reci »], Paris, Le nouvel Attila, 2015 [Éd. mémoire du livre 2002] (1re éd. 1984) (ISBN 978-2-371-00014-8)Roman-lexique qui a la particularité d'avoir été publié en version masculine et féminine (les deux volumes, strictement identiques, ne diffèrent que par la mention "Exemplaire féminin" ou "Exemplaire masculin"), puis réédité en version androgyne.
- Bernard Hislaire, Le Ciel au-dessus de Bruxelles (bande dessinée), Éd. Futuropolis, 2007, deux tomes.
- Shlomo Sand (trad. de l'hébreu par Michel Bilis), La mort du Khazar rouge, Paris, Seuil, 2019, 380 p. (ISBN 978-2-021-41401-1)